# Tellurium

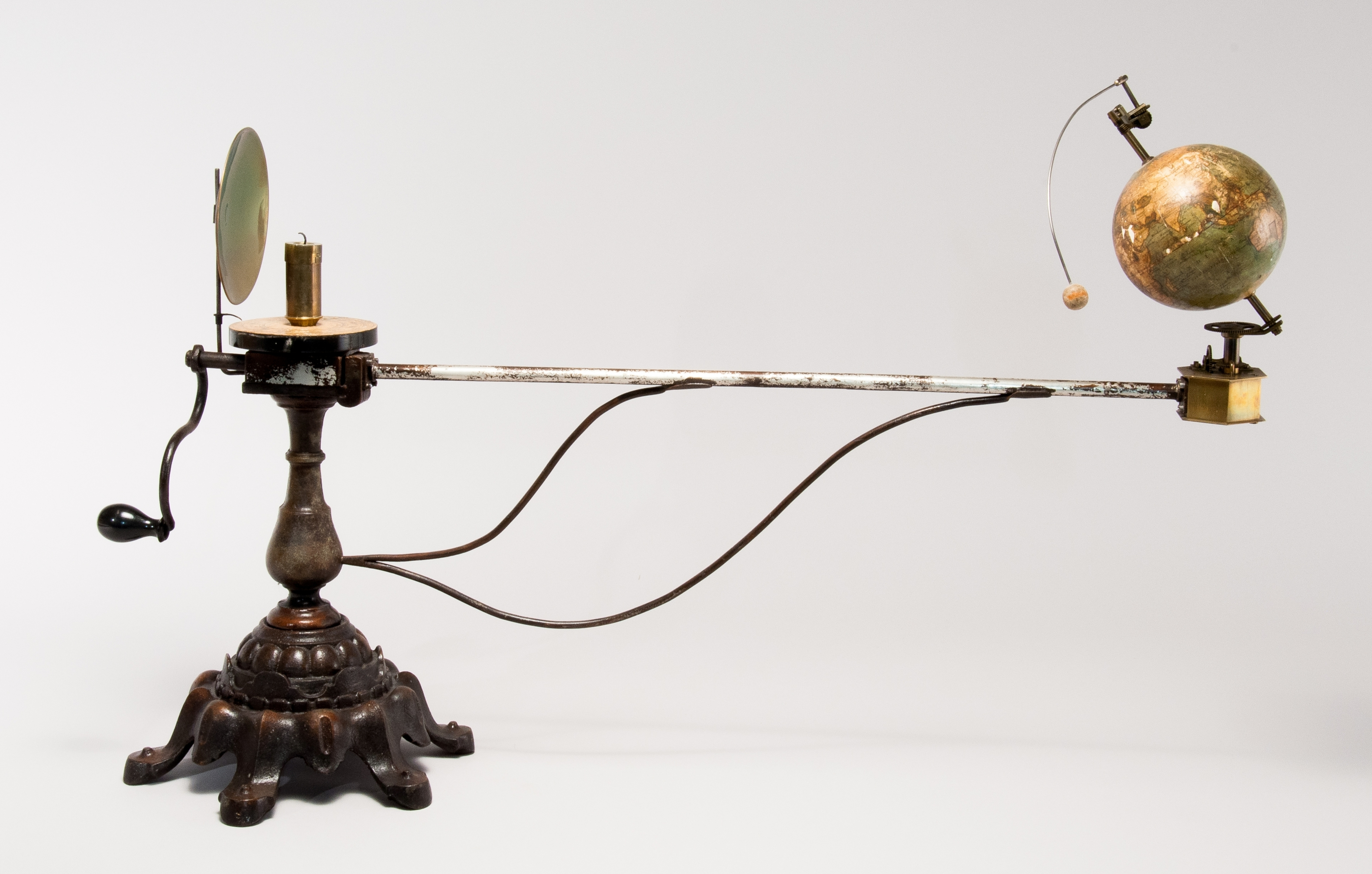
Tellurium från mitten av 1800-talet

Tellurium är ett äldre läromedel i form av en apparat avsedd att på ett åskådligt sätt visa jordens lutande axel, jordens rotation, månens rörelse runt jorden och både jordens och månens rörelser runt solen. På de äldre tellurierna utgörs solen av ett stearinljus, på de modernare är solen elektrifierad och ersatt med en glödlampa, fr.o.m. ca 1930.  
Lokalen skall mörkläggas och "solen" tändas. En justerbar reflektor av blank metall sitter alldeles bakom ljuset eller lampan, som förstärker och riktar ljuset mot jorden. Genom en ganska enkel kugghjulsmekanism sätts jorden och månen i rörelse via en vev. Mycket påtagligt framträder kontrasten mellan mörker och ljus på den roterande jordytan som ger upphov till natt och dag. Månens c:a 12 varv runt jorden är synkroniserade med ett jordvarv runt solen, varför man enkelt förstår ursprunget till ordet månad. Lika åskådligt kan de fyra årstiderna iakttas och förklaras, då jordaxelns lutning gör att solhöjden mycket tydligt varierar. Även höstdagjämningen, vårdagjämningen, vintersolståndet och sommarsolståndet kan enkelt visas och förklaras. Slutligen kan man även visa principen för både solförmörkelse och månförmörkelse. 
De äldsta tellurierna från 1800-talets mitt är vanligen av tysk tillverkning, först en bit in på 1900-talet gav Norstedts skolmaterielförlag ut egna tellurier.